# 多米尼克·菲施納勒

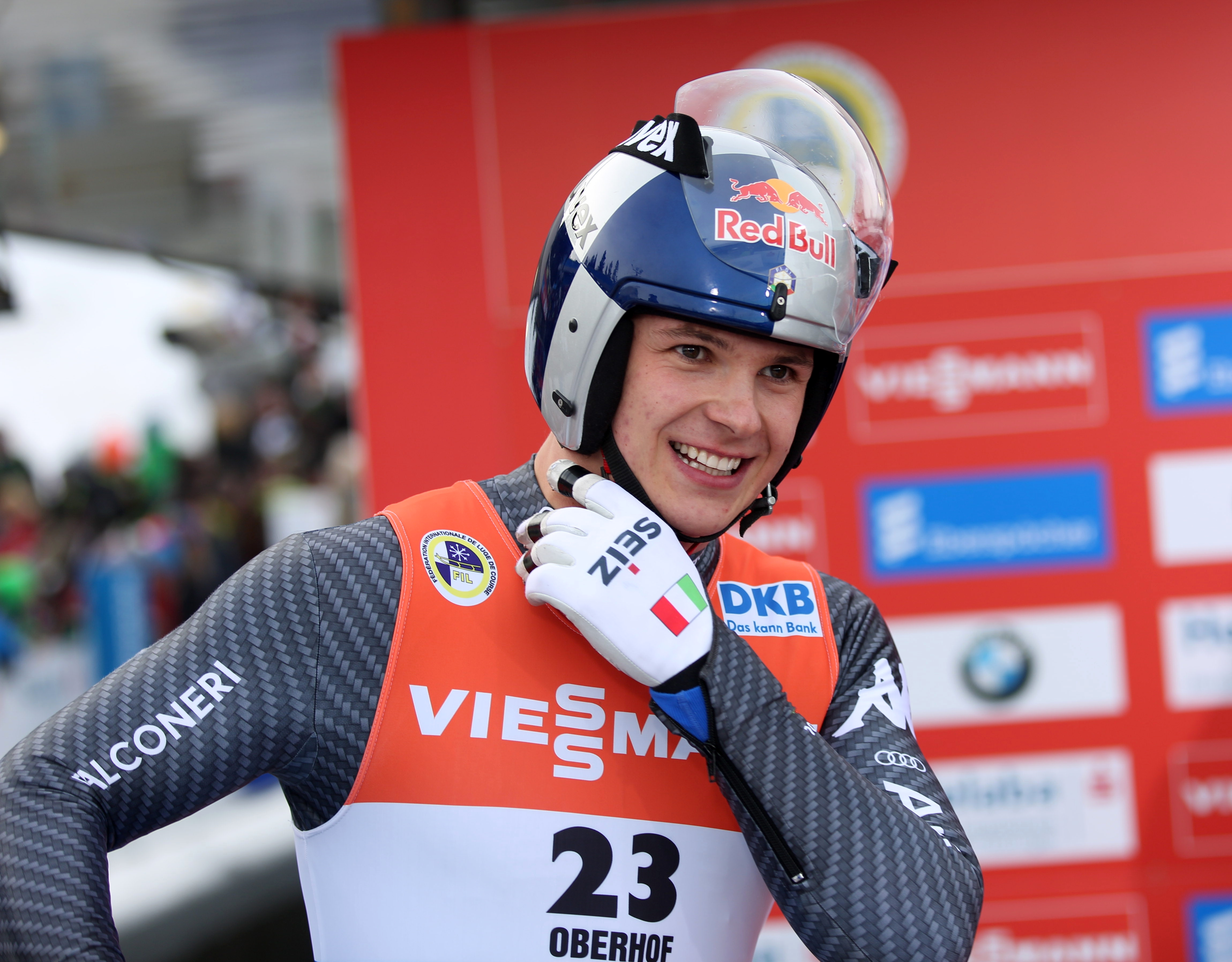
多米尼克·菲施纳勒，2017年

多米尼克·菲施納勒（義大利語：Dominik Fischnaller，1993年2月20日—），義大利雪橇運動員，他代表義大利隊參加了中國舉行的2022年冬季奧林匹克運動會，並且在男子單人比賽上獲得銅牌。